# Préposé à la protection des données
Un préposé à la protection des données est une personne responsable de la protection des données personnelles et de la vie privée. Leur rôle dépend en fonction des pays.
- Allemagne : Bundesbeauftragter für den Datenschutz und die Informationsfreiheit
- Australie : Office of the Australian Information Commissioner
- Royaume-Uni : Information Commissioner's Office
- Suisse : Préposé fédéral à la protection des données et à la transparence